# Johann Nolto

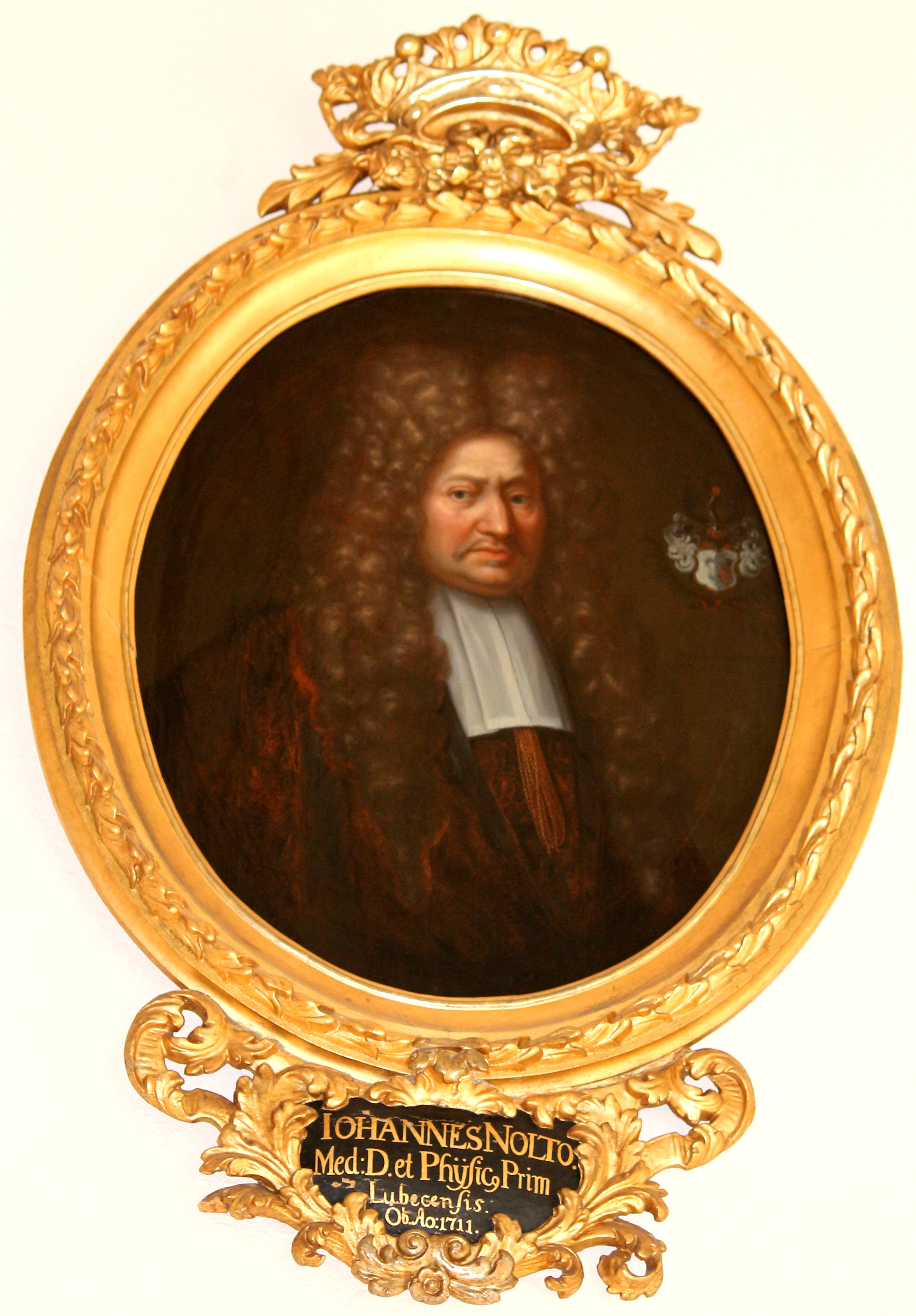
Johannes Nolto, Porträt in der Lübecker Stadtbibliothek

Johann Nolto, auch Johannes Nolto (* 2. Juli 1638 in Alt-Brunsbüttel; † 7. März 1711 in Lübeck) war ein deutscher Arzt und Stadtphysicus in Lübeck.

## Leben
Nolto war der Sohn des Tuchhändler Berthold Nolto. Seine Mutter flüchtete mit ihm 1643 vor den Truppen Lennart Torstenssons in das Land Hadeln auf der anderen Seite der Elbe. Nach der Rückkehr 1645 besuchte er Schulen in Brunsbüttel, Meldorf und Glückstadt. Er studierte Humanmedizin an verschiedenen europäischen Universitäten und wurde wohl an der Universität Leiden zum Dr. med. promoviert. 1670 wurde er zum Stadtphysicus in Wismar berufen. 1676 zog er nach Lübeck und wurde hier 1694 zweiter und 1708 erster Stadtphysicus, jeweils als Nachfolger von Nikolaus Hanneken. Sein Hauptwerk war ein Verzeichnis der in Lübeck damals gebräuchlichen Arzneien.
Aus seiner Studien- und Reisezeit von 1659 bis 1665 hat sich sein Album amicorum erhalten mit Einträgen aus Glückstadt, Bremen, Jena, Leiden, Dresden, Nürnberg, Altdorf, Leipzig, Meldorf, Hamburg, Amsterdam, Florenz, Padua, Breslau, Rom und Venedig. Es befindet sich heute in der Forschungsbibliothek auf Schloss Friedenstein in Gotha. Der Eintrag des Leidener Professors Johannes Antonides van der Linden vom 13. Juni 1663 befindet sich heute in der Waller Manuscript Collection der Universität Uppsala. In Padua trug sich Nolto in das Album des Ulmers Peter Rommel ein, das in der Herzogin Anna Amalia Bibliothek in Weimar erhalten ist.
1666 hatte er in Lüneburg Elisabeth Sophie, geb. Lutterloh, geheiratet, eine Tochter des Lüneburger Stadtphysicus Hinrich Lutterloh. In zweiter Ehe heiratete er in Lübeck Maria, geb. Harms, verwitwete Humbog; in dritter Ehe Maria, geb. von Dähn, verwitwete von Dahle. Er hatte drei Töchter.

## Schriften
- Discursus medicus de theriaca Andromachi senioris, ejusque origine, etymologia, … et usu medico, ex variis, tam veterum quam recentiorum scriptis, adornatus: Das ist: Eine medicinische Lob-Rede des, von vielen Jahren her hochberühmten Theriacs, ... 1702, 2. Auflage: Widemeyer, Lübeck 1706
- Catalogus Renovatus, Omnium Medicamentorum, tam Simplicium quam Compositorum Galenicorum & Chymicorum, Aliarumque rerum In Officinis Lubecensibus venalium. Samuel Struck, Lübeck 1705

Digitalisat, SLUB Dresden